# Franjo Sebastijanović
Franjo Sebastijanović (1741. – 1799.) je bio hrvatski katolički svećenik i profesor crkvene povijesti i teologije. Znameniti je Požežanin. 
Školovao se na Ilirsko-mađarskom zavodu u Bologni.

## Djela
- Poemata, zbirka pjesama na latinskom, 1805. (izdana u Budimu)